# Jessica Welch
Jessica Denise Welch (* 6. Januar 1980 in Montreal) ist eine kanadische Schauspielerin und Model.

## Leben
Welch die in Montreal geboren wurde, wuchs in Québec City auf. Dort startete sie 1993 ihre Schauspielkarriere mit dem kanadischen Drama Das Geschlecht der Sterne. Ein Jahr später spielte sie ihre erste Hauptrolle im Gaumont Télévision Adventure Film Warrior Spirit und verkörperte 1995 in einer Folge der Drama-Serie Aventures dans le Grand Nord erneut die Figur Minnetaki. In der 1996 erschienenen britischen Familien-Komödie Rainbow - Die phantastische Reise auf dem Regenbogen spielte sie neben Bob Hoskins. 1997 bekam sie in der Vivaclic Telenovela Watatatow die Rolle der Rebecca Perez, welche sie bis zum Jahre 2000 verkörperte. Es folgten kurze Gastrollen in den Fernsehserien Student Bodies, Are You Afraid of the Dark?, Live Through This, Lance et compte – La nouvelle génération,  Teenage Werewolf, Undressed – Wer mit wem? und Largo Winch – Gefährliches Erbe.

## Model
Neben ihrer Karriere arbeitete Welch als Fashion-Model für diverse kanadische Kataloge und Modehäuser in Guelph und Toronto, Ontario. In dieser Zeit war sie bei Elite Model Management in Los Angeles angestellt.

## Privates
Im Jahr 2001 lernte sie in Montreal den slowakischen Eishockeyspieler Richard Zedník kennen und beide gingen kurze Zeit später eine Beziehung ein. Aus dieser Beziehung wurde am 6. Dezember 2003 die gemeinsame Tochter geboren. Im Jahr 2005 heiratete das Paar in Banská Bystrica. Nach sechs Jahren Beziehung trennte sich das Paar und Welch ging eine Beziehung mit dem kanadischen Eishockeyspieler Dustin Penner ein. Diesen heiratete Welch am 2. Februar 2011, diese Ehe hielt jedoch nur ein Jahr und Penner reichte am 29. Februar 2012 die Scheidung ein. Sie lebt nach ihrer Scheidung von Penner in Manhattan Beach, Kalifornien.